# Viktor Krieger
Viktor Krieger (* 1959 im Gebiet Schambyl, Kasachische SSR, Sowjetunion) ist ein deutscher Historiker. Krieger studierte 1976 bis 1981 Wirtschaft in Nowosibirsk und war danach am Institut für Leicht- und Lebensmittelindustrie in Schambyl tätig. Zwischenzeitlich arbeitete er von 1983 bis 1987 als wissenschaftlicher Mitarbeiter bei der Akademie der Wissenschaften der UdSSR am Institut für Wirtschaftsforschung in Nowosibirsk. 1992 wurde er an der Akademie der Wissenschaften der Republik Kasachstan in Almaty promoviert; der Titel seiner Dissertation lautete „Social'no-ekonomičeskoe razvitie nemeckoj pereselenčeskoj derevni Kazachstana (dorevoljucionnyj period)“ („Die sozial-ökonomische Entwicklung des deutschen Übersiedlungsdorfes in Kasachstan (vorrevolutionäre Periode)“).
Im Anschluss siedelte er 1991 in die Bundesrepublik Deutschland über, wo er von 1992 bis 1993 als Praktikant und Angestellter im Generallandesarchiv Karlsruhe arbeitete. In den Folgejahren war er wissenschaftlicher Mitarbeiter am Institut für Auslandsbeziehungen in Stuttgart und Lehrbeauftragter an der Hochschule Pforzheim. Seit 1999 war er Projektmitarbeiter an der „Forschungsstelle für Geschichte und Kultur der Deutschen in Russland“ und Lehrbeauftragter am Seminar für Osteuropäische Geschichte der Ruprecht-Karls-Universität Heidelberg. Seit 2019 ist Krieger wissenschaftlicher Mitarbeiter des Bayerischen Kulturzentrums der Deutschen aus Russland (BKDR) in Nürnberg.
Krieger ist Experte für die Geschichte und Kultur der Deutschen im Russischen Reich und der Sowjetunion.

## Schriften
- Social'no-ekonomičeskoe razvitie nemeckoj pereselenčeskoj derevni Kazachstana (dorevoljucionnyj period). Institut istorii, archeologii i etnografii AN Kazachstana, Alma Ata 1991 (Manuskript der Dissertation).
- Deutsche Präsenz in Kasachstan zur Zarenzeit (= Forschungsprojekt Deutsche in der Sowjetunion und Aussiedler aus der UdSSR in der Bundesrepublik Deutschland. Arbeitsbericht, Nr. 8). Osteuropa-Institut, München 1993 (Kurzfassung der Dissertation).
- Rejn, Volga, Irtyš. Iz istorii nemcev Centralʹnoj Azii. Dajk-Press, Almaty 2006, ISBN 978-9965-798-05-4.
- Rossijskie nemcy včera i segodnja. Narod v puti. AIRO-XXI, Moskau 2010, ISBN 978-5-91022-144-8.
- Bundesbürger russlanddeutscher Herkunft. Historische Schlüsselerfahrungen und kollektives Gedächtnis (= Geschichte, Kultur und Lebensweisen der Russlanddeutschen. Band 1). LIT-Verlag, Berlin/Münster 2013, ISBN 978-3-643-12073-1.
- Kolonisten, Sowjetdeutsche, Aussiedler. Eine Geschichte der Russlanddeutschen. Bundeszentrale für politische Bildung, Bonn 2015, ISBN 978-3-8389-0631-7.
- Rotes deutsches Wolgaland. Zum 100. Jubiläum der Gründung der Wolgadeutschen Republik. Düsseldorf 2018 (2-te, korr. Aufl. Nürnberg 2020).

## Videobeiträge
- BKDR - Gedenkveranstaltung/ Vortrag Dr. Krieger: „Grundlinien russlanddeutscher Geschichte“
- BKDR - Von den Deutschen an der Wolga zu den Wolgadeutschen. Vortrag von Dr. Krieger